# Primnoella kukenthali
Primnoella kukenthali is een zachte koraalsoort uit de familie Primnoidae. De koraalsoort komt uit het geslacht Primnoella. Primnoella kukenthali werd in 1914 voor het eerst wetenschappelijk beschreven door Gravier. 